# Cosmophasis fazanica
Cosmophasis fazanica là một loài nhện trong họ Salticidae.
Loài này thuộc chi Cosmophasis. Cosmophasis fazanica được Lodovico di Caporiacco miêu tả năm 1936.